# Xenogorgia sciurus
Xenogorgia sciurus is een zachte koraalsoort uit de familie Chrysogorgiidae. De koraalsoort komt uit het geslacht Xenogorgia. Xenogorgia sciurus werd in 1976 voor het eerst wetenschappelijk beschreven door Bayer & Muzik.